# Canton de Bastia-2
Le canton de Bastia-2 est une division administrative française située dans le département de la Haute-Corse et la collectivité territoriale de Corse.

## Histoire
- Le canton est créé au XIXe siècle ; il est appelé couramment « canton de Bastia-Terra Nova ».

- De 1833 à 1848, les deux cantons de Bastia (Terra Nova et Terra Vecchia) avaient le même conseiller général. Le nombre de conseillers généraux était limité à 30 par département[3].

- Le canton de Bastia-2 a été modifié par le décret du 18 août 1973 à la suite du démantèlement des anciens cantons de Bastia-I et de Bastia-II ; il prend l'appellation officielle de « canton de Bastia-II (Fango) »[1].

- Le décret du 26 février 2014, qui entre en vigueur lors des élections départementales de mars 2015, modifie les limites du canton, qui comprend depuis une fraction de la ville de Bastia[2].

## Représentation

### Conseillers généraux de 1833 à 2015
| Période                                  | Période      | Identité                                | Étiquette                                         | Qualité |
| ---------------------------------------- | ------------ | --------------------------------------- | ------------------------------------------------- | --- |
| 1833                                     | 1836         | Antoine Sébastien Lazarotti (1798-1855) |                                                   | Administrateur de l'hospice civil de Bastia Maire de Bastia (1843-1848) |
| 1836                                     | 1848         | Vicomte Tiburce Sebastiani              | Majorité ministérielle                            | Lieutenant-général commandant la 17ème division militaire Député (1828-1835) Pair de France                                                                                       |
| 1848                                     | 1856         | Alexandre Sauveur Fortuné Bonavita      |                                                   | Propriétaire et avocat à Bastia puis Juge au Tribunal civil de Sartène puis de Calvi                                                                                              |
| 1856                                     | 1861         | François Xavier Joseph de Casabianca    | Bonapartiste                                      | Avocat Député (1848-1851 et 1876-1877) Président du Conseil général (1852 et 1853) Sénateur (1852-1854)                                                                           |
| 1861                                     | 1871         | Antoine Fabiani                         |                                                   | Avocat et publiciste, rédacteur de "L'Observateur de la Corse" Président de la Commission municipale de Bastia                                                                    |
| 1871                                     | 1874         | Denis Gavini                            | Appel au peuple (Bonapartiste)                    | Avocat Ancien préfet Député (1849-1851, 1871-1885) |
| 1874                                     | 1880         | François Xavier Joseph de Casabianca    | Bonapartiste                                      | Avocat Député (1848-1851 et 1876-1877) Président du Conseil général (1852 et 1853) Sénateur (1852-1854)                                                                           |
| 1880                                     | 1900 (décès) | Sylvestre de Pitti-Ferrandi             | Bonapartiste                                      | Avocat Professeur à la faculté de droit d'Aix-en-Provence |
| 1900                                     | 1919         | Sébastien de Caraffa                    | Républicain Conservateur                          | Avocat à Bastia |
| 1919                                     | 1930         | Vincent de Moro-Giafferi                | Parti républicain démocratique et social          | Avocat, député (1919-1928) Président du Conseil général de la Corse (1920, 1924-1927)                                                                                             |
| 1930                                     | 1940         | Pompée Quilici                          | Parti Républicain Démocratique et Social-Rad.ind. | Médecin |
|                                          |              |                                         |                                                   | |
| 1945                                     | 1973         | Jacques Faggianelli                     | Rad. puis UNR puis UDR                            | Professeur Maire de Bastia (1943-1945 et 1947-1967) Député (1951-1958 et 1967) Sous-secrétaire d'État (1957) Sénateur (1959-1962)                                                 |
| 1973                                     | 1982         | Jean Zuccarelli                         | Radical puis MRG                                  | Député (1962-1967, 1968, 1973-1978 et 1981-1986) Maire de Bastia (1967-1989) |
| 1982                                     | 2015         | Henri Zuccarelli                        | MRG puis PRG                                      | Président de la commission des infrastructures routières et des transports Adjoint au maire de Bastia (1977-2008) Vice-président du Conseil général de la Haute-Corse (1997-2001) |
| Les données manquantes sont à compléter. |              |                                         |                                                   | |

### Conseillers d'arrondissement (de 1833 à 1940)
| Période                                  | Période      | Identité                                   | Étiquette               | Qualité |
| ---------------------------------------- | ------------ | ------------------------------------------ | ----------------------- | --- |
| 1845                                     | 1852         | Jean-Baptiste de Marengo                   |                         | Propriétaire à Bastia                                                                                       |
| 1852                                     | 1864         | Antoine-Joseph Benedetti                   |                         | Propriétaire et préposé en chef de l'octroi, Bastia                                                         |
| 1864                                     | après 1882   | Louis Maggi                                |                         | Propriétaire et négociant à Bastia                                                                          |
|                                          |              |                                            |                         | |
|                                          | 1890 (décès) | Paul-Fortuné Guasco-Ciccarelli (1856-1890) |                         | Médecin à Bastia                                                                                            |
|                                          |              |                                            |                         | |
|                                          | 1892         | M. Ghillini                                |                         | |
| 1892                                     | 1895         | Antoine de Zerbi (?-1900)                  |                         | Économe de l'hospice civil, premier adjoint au maire de Bastia                                              |
| 1895                                     | après 1919   | Fruttuoso Lucien Dapelo (1859-?)           | Démocrate plébiscitaire | Avoué près le Tribunal civil, Premier adjoint au maire de Bastia, Président du Conseil d'arrondissement     |
|                                          |              |                                            |                         | |
| 1931                                     | 1940         | Vincent Rodaro                             | PRDS Parti Landry       | |
| 1940                                     |              |                                            |                         | Les conseils d'arrondissement ont été suspendus par la loi du 12 octobre 1940 et n'ont jamais été réactivés |
| Les données manquantes sont à compléter. |              |                                            |                         | |

### Conseillers départementaux de 2015 à 2017
| Période élective | Période élective | Mandat | Mandat | Identité          | Nuance | Nuance | Qualité                                                                  |
| ---------------- | ---------------- | ------ | ------ | ----------------- | ------ | ------ | ------------------------------------------------------------------------ |
| 2015             | 2021             | 2015   | 2017   | Anne Avenoso      |        | DIV    | Adjointe à La Poste Adjointe au maire de Bastia Membre de Femu a Corsica |
| 2015             | 2021             | 2015   | 2017   | Jean-Louis Milani |        | LR     | Cadre retraité Adjoint au maire de Bastia                                |

Lors des élections départementales de 2015, le binôme composé de Anne Avenoso et Jean-Louis Milani (UMP) est élu au 1er tour avec 55,69 % des suffrages exprimés, devant le binôme composé de Daniele Belgodere et Ange Rovere (FG) (29,38 %). Le taux de participation est de 49,13 % (2 912 votants sur 5 927 inscrits) contre 56,69 % au niveau départementalet 50,17 % au niveau national.

## Composition

### Composition avant 2015

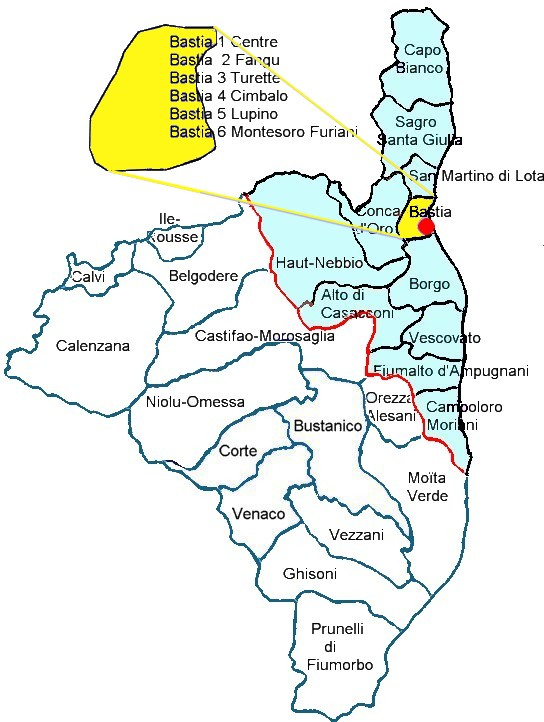
Localisation du canton de Bastia-Fango.

À la suite du redécoupage de 1973, le canton de Bastia-II (Fango) comprenait les voies et quartiers ci-après : rue Napoléon, rue des Terrasses, boulevard. de Gaulle, Viale-Prélat, rue Sébastiani, rue Jean-Casale, rue Marbeuf, rue Neuve-Saint-Roch, rue du Commandant-Bonelli, rue du Cardinal-Viale-Prélat, rue Sébastiani, rue Jean-Casale, rue Marbeuf, rue Miot, immeuble de l'association syndicale du Vieux-Port, boulevard du Général-Graziani, avenue Carnot, rue César-Campinchi (numéros 35 à 39), Fango, Annonciade, Paratoggio, route de Ville, rue Capanelle, quartier Giambelli, impasse Carnot, rue du Nouveau-Port, rue Notre-Dame-de-Lourdes, avenue Drille-Sari, rue du Chanoine-Leschi, rue Luce-de-Casabianca, Toga, hameau de Cardo.
Ce canton se compose du quartier U Fangu, quartier neuf dans la partie haute de la ville de Bastia qui abrite la Préfécture, le Conseil Général de la Haute-Corse, la Caisse des Allocations Familiales, la direction des impôts, la direction EDF-GDF, un COSEC multi-fonctions avec une piscine municipale, un complexe sportif abritant stade de football en terrain synthétique, un stade de handball et de basketball, un terrain de tennis, une piste d'athlétisme et des vestiaires équipés. 
Ce canton comporte également le quartier de Toga qui se situe au nord de la ville. Anciennement c'était un quartier industriel avec les usines Mattei ; ce quartier possédait également une plage très prisée par les Bastiais. Aujourd'hui il s'agit d'un quartier résidentiel avec des immeubles et des résidences modernes. Il a été totalement réaménagé et la circulation a été amélioré grâce à un mini-tunnel et deux ronds points. Une place a été créée et baptisée « Place François Mattei » en hommage à ce dernier.
Un port de plaisance a été créé, « Port Toga », il est le plus important de la ville et peut accueillir plus de 400 bateaux. Il met à leur disposition de nombreux équipements : eau douce, électricité à quai, carburant, entretien, dépannage. Ce port abrite également de nombreux restaurants mais également une grande partie des établissements de nuit bastiais. 
Le canton de Bastia 2 comprend également le village de Cardu, partie la plus ancienne de Bastia, situé sur les hauteurs de la ville.
Le Quartier Giambelli, l'Avenue Émile Sari, la rue Notre-Dames de Lourde et la rue Luce de Casabianca font également partie du canton de Bastia 2.

### Composition depuis 2015
| Nom                            | Code Insee | Intercommunalité | Superficie (km2) | Population (dernière pop. légale)                | Densité (hab./km2) | Modifier                                    |
| ------------------------------ | ---------- | ---------------- | ---------------- | ------------------------------------------------ | ------------------ | ------------------------------------------- |
| Bastia (bureau centralisateur) | 2B033      | CA de Bastia     | 19,38            | Fraction : 13 401 (2022) Commune : 47 459 (2022) | 2 449              | modifier les données · modifier les données |
| Canton de Bastia-2             | 2B02       |                  |                  | 13 401 (2022)                                    |                    | modifier les données                        |

Le nouveau canton de Bastia-2 comprend la partie de la commune de Bastia située :
1. au sud d'une ligne définie par l'axe des voies et limites suivantes : depuis la limite territoriale de la commune de Ville-di-Pietrabugno, cours d'eau Fiuminale, rue du Juge-Falcone (direction Sud-Ouest), rue de l'Alyssum, rue Paratojo, avenue Jean-Zuccarelli, passage des Jardiniers, prolongement du boulevard Recipello (direction Sud puis Sud-Est), chemin de Montepiano (direction Est), rue Saint-François (direction Nord), montée Saint-François, rue de l'Ancienne-Poste, boulevard Paoli (direction Sud), rue Abattucci (direction Est), boulevard du Général-de-Gaulle (direction Sud), prolongement de la rue Miot en direction du littoral ;
2. au nord d'une ligne définie par l'axe des voies et limites suivantes : depuis la limite territoriale de la commune de Ville-di-Pietrabugno, route de Ville (direction Sud-Est), route de Petrabugno (direction Sud-Est), chemin de Campu-Ventosu (direction Sud-Est), route supérieure de Cardo (direction Sud-Est), route de Cardo (direction Nord-Est), chemin de Tavulinu, chemin de Trincera, route de Cardo (direction Sud-Est), 150 mètres avant l'intersection entre la route de Cardo et la route de Saint-Florent, chemin rejoignant directement la route de Saint-Florent (direction Sud-Est), route de Saint-Florent (direction Nord-Est), route menant à la montée San-Rocuccio (direction Sud-Est), montée San-Rocuccio, rue Saint-Joseph (direction Nord-Est), montée Capazza.

## Démographie

### Démographie avant 2015
| 1975 | 1982 | 1990  | 1999  | 2006   | 2011   | 2012   |
| ---- | ---- | ----- | ----- | ------ | ------ | ------ |
| -    | -    | 7 757 | 9 595 | 12 694 | 12 034 | 11 993 |

### Démographie depuis 2015
En 2022, le canton comptait 13 401 habitants, en évolution de +8,09 % par rapport à 2016 (Haute-Corse : +5,15 %, France hors Mayotte : +2,11 %).
| 2013   | 2018   | 2022   |
| ------ | ------ | ------ |
| 12 208 | 13 342 | 13 401 |